# Джорж Доріот
Жорж Фредерік Доріо (24 вересня 1899 — 2 червня 1987) — франко-американець, відомий своєю визначною кар'єрою у військовій справі, академічній діяльності, бізнесі та освіті.
Емігрувавши з Франції, Доріо став професором промислового менеджменту у Гарвардській школі бізнесу, а згодом директором відділу військового планування Армії США, Головним інтендантом під час Другої світової війни, зрештою отримавши звання бригадного генерала.
У 1946 році він заснував American Research and Development Corporation, яку вважають однією з перших у світі венчурних капіталістичних фірм, що принесло йому прізвисько «батько венчурного капіталу».
У 1957 році він заснував INSEAD, яка зараз є однією з провідних бізнес-шкіл у світі.

## Молодість та освіта
Доріо народився в Париж, Франція в 1899 році, син Берти Каміль Бельєр і Огюста Доріо, піонера автомобільної справи, гонщика, інженера, керівника заводу, дилера та виробника автомобілів (власника компанії D.F.P.). Доріо вступив до французької армії в артилерійські війська в 1917 році, але потім повернувся до навчання після закінчення Першої світової війни і закінчив Паризький університет у 1920 році. Він емігрував до США в 1921 році, щоб здобути MBA у Гарвардській школі бізнесу, але залишив навчання, щоб розпочати кар'єру на Уолл-стріт. Однак у 1926 році він повернувся, щоб працювати заступником декана і згодом став асоційованим професором.

## Військова служба
Він став громадянином США у 1940 році, щоб мати можливість зайняти військову посаду, створену для нього його колишнім студентом, генерал-майором Едмундом Грегорі, як підполковника в Інтендантському корпусі армії США, а згодом як директор відділу військового планування для Головного інтенданта. У цій ролі Доріо керував усіма закупівлями для Армії США: від вантажівок до уніформи та пайків. Доріо та його команда розв'язали масштабні логістичні проблеми, які забезпечили союзні сили боєприпасами, харчуванням та спорядженням, необхідним для успіху. Його було підвищено до бригадного генерала. За свою службу Доріо був нагороджений Медаллю «За видатні заслуги» та удостоєний звання Командора Британської імперії та Французького ордену Почесного легіону.

## Професорська діяльність у Гарварді
Як професор у Гарвардській школі бізнесу, Жорж Ф. Доріо був відомий своїм суворим і авторитарним стилем викладання. Його курс «Виробництво», хоча зовні стосувався виробничих процесів, охоплював широкий спектр тем, пов'язаних із управлінням бізнесом і стратегією. Заняття Доріо переважно складалися з лекцій із незначною кількістю дискусій, що відображало його переконання у важливості дисципліни та довгострокового стратегічного мислення. Його освітня філософія підкреслювала розвиток характеру та лідерства, які він вважав необхідними для успіху як у бізнесі, так і в житті. Курс, який проводився з 1926 року до обов'язкового виходу Доріо на пенсію у 1966 році, мав тисячі студентів, серед яких були деякі з найвідоміших випускників того часу з HBS, відомих як «Люди Доріо», як-от Філіп Колдвелл (Ford Motor Co.), Джон Дібольд (The Diebold Group), Ральф Гоагланд (CVS), Ден Люфкін (Donaldson, Lufkin & Jenrette) та Джеймс Д. Робінсон III (American Express).

## Заснування INSEAD
Першою спробою Доріо відновити зв'язок з освітою у Франції стало заснування CPA — Центру досконалості в бізнесі у 1930 році. Пізніше цей центр став частиною Вищої комерційної школи Парижа (HEC Paris) у 2002 році, а згодом був перейменований на HEC Paris виконавчий MBA, що фактично робить його одним із найстаріших програм MBA для керівників у світі.
Після Другої світової війни досвід Доріо в обох світових війнах сприяв його рішучості об'єднати хронічно ворожі країни та створити стійкий мир у Європі. Він уявляв бізнес-школу, яка б об'єднувала лідерів різних країн, включаючи колишніх противників, для відбудови економіки та підтримки тривалого миру. Щоб забезпечити це, його бачення школи включало обмеження за громадянством і використання в навчальному процесі французької, англійської або німецької мови, щоб сприяти міжкультурній співпраці.
У 1955 році Доріо представив цю ідею Паризькій торгово-промисловій палаті, президенти якої, Жан Марку та Філіп Денніс, не лише фінансували проєкт, але й стали першими президентами школи. Візія Доріо отримала міжнародну підтримку, зокрема від президента США Дуайта Д. Ейзенхауера, який підтримав роль INSEAD у відбудові Європи. Доріо обрав Клод Янссен та Олів'є Жискар д'Естена, своїх колишніх студентів з Гарварду, як співзасновників. Янссен, добре знайомий із європейськими бізнес-колами, мав досвід у сфері фінансів, тоді як Жискар д'Естен, молодший брат майбутнього президента Франції Валері Жискара д'Естена, мав політичні зв'язки.
INSEAD, спочатку відомий як «Institut Européen d'Administration des Affaires» (букв. «Європейський інститут ділового адміністрування»), був заснований у 1957 році та спочатку функціонував у Шато де Фонтенбло, перш ніж у 1967 році переїхати на свій нинішній європейський кампус. Перша група студентів MBA розпочала навчання 12 вересня 1959 року, нараховуючи 57 студентів. Сьогодні INSEAD, відмовившись від своєї європейської ідентичності заради глобальної місії, є однією з провідних бізнес-шкіл у світі, відомою своєю орієнтацією на інтернаціоналізм, глобалізацію, сильною культурою підприємництва та успішними випускниками, які працюють у світовій політиці та корпоративному середовищі.

## ARDC та «батько венчурного капіталу»
У 1946 році Доріо повернувся до Гарварду і того ж року заснував American Research and Development Corporation (ARDC), одну з перших двох венчурних капіталістичних фірм[джерело?] разом із Ральфом Фландерсом та Карлом Комптоном (колишній президент Массачусетського технологічного інституту), щоб стимулювати інвестиції приватного сектору в компанії, якими керували солдати, що повернулися з Другої світової війни. Важливість ARDC полягала в тому, що вона була першою приватною інвестиційною фірмою, яка приймала гроші з інших джерел, окрім багатих сімей, хоча вона також мала кілька визначних успіхів у галузі інвестицій.
ARDC відома своєю першою великою історією успіху у венчурному капіталі, коли інвестиція у $70000 в Digital Equipment Corporation (DEC) у 1957 році оцінилася в понад $38 мільйонів після первинного публічного розміщення компанії в 1968 році (що дало прибуток у понад 500 разів від початкової інвестиції та річну норму прибутковості у 101 %). До самої смерті Доріо зберігав дружні стосунки з Кеном Олсеном, засновником Digital.
Керівництво Доріо в ARDC відзначалося його унікальним підходом до венчурного капіталу, який акцентував увагу на характері та баченні підприємців більше, ніж на фінансових проєкціях. Він вірив в інвестиції на довгострокову перспективу та підтримку нових компаній, часто порівнюючи свою роль з роллю батька, який піклується про хвору дитину, зосереджуючи увагу на потенціалі людей, що стоять за бізнесом, замість раннього виходу з інвестицій.
ARDC продовжувала інвестувати до 1971 року, коли Доріо вийшов на пенсію. У 1972 році Доріо об'єднав ARDC з Textron після інвестування в понад 150 компаній. За свою роль у заснуванні ARDC Доріо часто називають «батьком венчурного капіталу».

## Смерть
Доріо помер від раку легенів у 1987 році в Бостоні, Массачусетс.

## Спадщина
Кліматичні камери Доріо в Центрі системи солдатів Армії США, Натік, Массачусетс були названі на його честь у 1994 році. (Під час своєї служби в армії США Доріо писав і виступав про необхідність створення «Інституту людини» для тестування солдатів і їхнього обладнання в умовах екстремального довкілля. Камери Доріо вважаються частковою реалізацією цієї ідеї).
Школа капіталу Доріо була створена на його честь так званим університетом «Цайтґайст», Женева, Швейцарія, та кампусом у Мехіко, Мексика у 2020 році з метою навчання лідерів та побудови компаній.